# Mũi nhô Vistula
Mũi nhô Vistula (tiếng Ba Lan: Mierzeja Wiślana; tiếng Nga: Балтийская коса; tiếng Đức: Frische Nehrung) là một mũi nhô từ quá trình trầm tích gió, hoặc dải đất bán đảo, ngăn cách Phá Vistula với Vịnh Gdańsk ở Biển Baltic, với đỉnh của nó được ngăn cách với đất liền bởi Eo biển Baltiysk. Biên giới giữa Ba Lan (Pomeranian Voivodeship) và Kaliningrad Oblast, một vùng đất của Nga, chia đôi nó, chia cắt chính trị một nửa giữa hai nước. Điểm cực tây của Nga nằm trên Vistula Spit. Phần Ba Lan có một số khu du lịch, được kết hợp về mặt hành chính như thị trấn Krynica Morska.

## Lịch sử
Cho đến thế kỷ 13, mũi nhô có những eo biển có thể điều hướng ở giữa, cho phép thành phố Elbing, một phần của Nhà nước của Hiệp sĩ Teutonic, tiếp cận trực tiếp với Biển Baltic. Việc đóng cửa tự nhiên của eo biển vào cuối thế kỷ 13 đã làm giảm vị thế của Elbing như một cảng biển giao dịch quan trọng. Điều này và sự tiếp quản Teutonic của Danzig (Gdańsk) và Pomerania của Ba Lan vào năm 1308 đã dẫn đến tầm quan trọng ngày càng tăng của Gdańsk.
Trong Thế chiến II, nó đã trở thành lực lượng cuối cùng của những người lính Đức còn lại ở Đông Phổ, mặc dù Liên Xô chỉ đơn giản là một mũi nhô sau khi cuộc tấn công Đông Phổ được kết luận dứt khoát, huấn luyện tầm nhìn của họ về mục tiêu quan trọng hơn là chiếm được Berlin. Những người lính Wehrmacht cuối cùng chỉ đặt tay xuống sau khi Công cụ đầu hàng của Đức được ký kết.

### Kursenieki

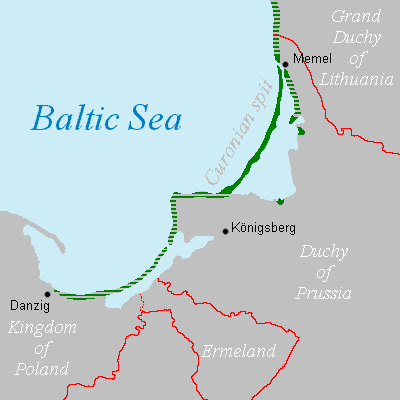
Khu vực đông dân cư năm 1649

Trong khi ngày nay, Kursenieki, còn được gọi là Kuršininkai là một nhóm dân tộc Baltic gần như tuyệt chủng sống dọc theo mũi đất Curonia, vào năm 1649, khu định cư Kuršininkai kéo dài từ Memel (Klaipėda) đến Danzig (Gdańsk). Người Kuršininkai cuối cùng đã bị người Đức đồng hóa, ngoại trừ dọc theo Spit Sponia nơi một số người vẫn còn sống. Người Kuršininkai được coi là người Latinh cho đến sau Thế chiến I khi Latvia giành được độc lập khỏi Đế quốc Nga, một sự cân nhắc dựa trên các lập luận ngôn ngữ. Đây là lý do căn bản cho các yêu sách của Latvia đối với Curit Spit, Memel và các vùng lãnh thổ khác của Đông Phổ sẽ bị loại bỏ sau đó.

## Vận chuyển
Phía Ba Lan của bán đảo có thể truy cập bằng cách sử dụng Voivodeship road 501. Hiện tại (2016) không có cửa khẩu biên giới giữa Ba Lan và Nga trên bán đảo.
Năm 2019, chính phủ Ba Lan đã bắt đầu xây dựng kênh đào tàu qua bán đảo, nơi sẽ cho phép tàu vào đầm phá Vistula và cảng Elbląg, tránh quá cảnh qua eo biển Baltiysk của Nga .

## liên kết ngoài
- Vistula Spit (tiếng Ba Lan) (tiếng Đức)
- Chiến lược tấn công dải cát và mặt biển của Nga, Radio Free Europe / Radio Liberty, được xuất bản vào ngày 28 tháng 3 năm 2019